# The Complete Tomorrow's World
The Complete Tomorrow's World (limited edition deluxe boxset) es una edición realizada para cerrar el ciclo del álbum Tomorrow's World de Erasure por el EIS (servicio de información de Erasure) y Mute Records.

The Complete Tomorrow's World consta de un CD que incluye todas las canciones y remezclas que estaban inéditas a la fecha o no habían sido editadas en formato físico más un DVD que contiene todos los videos -oficiales y semioficiales- de los sencillos de Tomorrow's World junto con otros videos de ensayos y material extra.

| CD  |                                                                                   |          |  |
| N.º | Título                                                                            | Duración |  |
| 1.  | «When I Start to (Break It All Down)» (Kris Menace Club remix)                    |          |  |
| 2.  | «A Whole Lotta Love Run Riot» (Reflex Radio mix)                                  |          |  |
| 3.  | «Be with you» (Starshapes Instrumental remix)                                     |          |  |
| 4.  | «Fill Us with Fire» (Liam Keegan Radio remix)                                     |          |  |
| 5.  | «A Whole Lotta Love Run Riot» (Paul Goodyear & Wayne G Club Mix)                  |          |  |
| 6.  | «When I Start to (Break It All Down)» (Steve Smart & Westfunk Main Room Club mix) |          |  |
| 7.  | «Fill Us with Fire» (JMRX Radio remix)                                            |          |  |
| 8.  | «Be with You» (Tony Marinos Club mix)                                             |          |  |
| 9.  | «Fill Us with Fire» (Liam Keegan Instrumental remix)                              |          |  |
| 10. | «Be with You» (Yiannis mix Show Edit)                                             |          |  |
| 11. | «I Lose Myself» (D-Force remix)                                                   |          |  |
| 12. | «When I Start to (Break It All Down)» (Kris Menace Instrumental remix)            |          |  |
| 13. | «A Whole Lotta Love Run Riot» (Reflex Club remix)                                 |          |  |
| 14. | «When I Start to (Break It All Down)» (Versión Simlish)                           |          |  |

| DVD |                                                                                        |          |  |
| N.º | Título                                                                                 | Duración |  |
| 1.  | «When I Start to (Break It All Down)» (Video promocional)                              |          |  |
| 2.  | «Be with you» (Video promocional)                                                      |          |  |
| 3.  | «Fill Us with Fire» (Video promocional)                                                |          |  |
| 4.  | «Tomorrow's World» (A Short Film -documental-)                                         |          |  |
| 5.  | «When I Start to (Break It All Down)» (Animation Version -versión animada-)            |          |  |
| 6.  | «Fill Us with Fire» (ESO Observatorio Paranalexclusivo 50 Aniversario)                 |          |  |
| 7.  | «Be with You» (Ganador concurso EIS)                                                   |          |  |
| 8.  | «When I Start to (Break It All Down)» (Versión Simlish)                                |          |  |
| 9.  | «When I Start to (Break It All Down)» (The Joint Sessions -ensayos-)                   |          |  |
| 10. | «I Lose Myself» (The Joint Sessions -ensayos-)                                         |          |  |
| 11. | «Love to Hate You» (The Joint Sessions -ensayos-)                                      |          |  |
| 12. | «Be with You» (The Joint Sessions -ensayos-)                                           |          |  |
| 13. | «Fill Us with Fire» (The Joint Sessions -ensayos-)                                     |          |  |
| 14. | «Be with You» (Moto Blanco Instrumental remix -MP3-)                                   |          |  |
| 15. | «A Whole Lotta Love Run Riot» (Paul Goodyear & Wayne G Dub mix -MP3-)                  |          |  |
| 16. | «Be With You» (Tony Marinos Dub -MP3-)                                                 |          |  |
| 17. | «Fill Us With Fire» (JMRX Club Dub -MP3-)                                              |          |  |
| 18. | «When I Start to (Break It All Down)» (Steve Smart & Westfunk Main Room Dub mix -MP3-) |          |  |
| 19. | «Be with You» (Yiannis Unruly Dub -MP3-)                                               |          |  |